# Beervelde
Beervelde – dzielnica (deelgemeente) gminy Lochristi w Belgii, w Regionie Flamandzkim, w prowincji Flandria Wschodnia, w okręgu Gandawa. 1 stycznia 2020 roku liczyła 2801 mieszkańców. Do 31 grudnia 1976 samodzielna gmina.

## Demografia
Liczba mieszkańców, stan na 1 stycznia:
| Rok                | 1930 | 1947 | 1961 | 2020 |
| ------------------ | ---- | ---- | ---- | ---- |
| Liczba mieszkańców | 2752 | 2589 | 2638 | 2801 |

## Transport
Znajduje się tutaj stacja kolejowa Beervelde.